# Steilrandgroefbij
De steilrandgroefbij (Lasioglossum quadrinotatulum) is een vliesvleugelig insect uit de familie Halictidae. De wetenschappelijke naam van de soort is voor het eerst geldig gepubliceerd in 1861 door Schenck.